# Convention baptiste d'Haïti
La Convention baptiste d'Haïti est une association chrétienne évangélique d'églises baptistes en Haïti.  Elle est affiliée à l’Alliance baptiste mondiale. Le siège est situé à Cap-Haïtien. 

## Histoire
La Convention baptiste d'Haïti a ses origines dans une mission britannique de la Société missionnaire baptiste en 1823 à Cap-Haïtien .  La première église baptise de Port-au-Prince est organisée en 1836 par le pasteur américain William Monroe et 12 personnes . En 1923, l’American Baptist Home Mission Society s’établit et travaille à l’union des églises baptistes. La Convention est officiellement formée en 1964 . Selon un recensement de l’association, en 2023 elle disait avoir 112 églises et 50,000 membres.

## Écoles
En 1994, elle a fondé l’Université Chrétienne du Nord d'Haïti .